# Il grande disegno (saggio)
Il grande disegno (titolo originale The Grand Design) è un saggio scritto dai fisici e divulgatori scientifici Stephen Hawking e Leonard Mlodinow pubblicato in originale nel 2010 e in Italia nel 2011 da Mondadori. Gli argomenti trattati sono le teorie scientifiche in grado di dare conto della struttura dell'universo.
Dal libro è stato tratto un film documentario dallo stesso titolo, a cura di Discovery Channel.

## Contenuto
In questo libro gli autori esprimono il loro sostegno ad un approccio definito realismo dipendente dai modelli, a loro parere il più adatto per giungere ad una formulazione esaustiva e coerente delle leggi che governano l'universo, ed in particolare per la teoria M.
Dopo aver brevemente ripercorso l'evoluzione storica delle interpretazioni che il genere umano ha dato della natura e del mondo, viene analizzato il concetto stesso di legge di natura, osservando come si sia da tempo stabilita nel mondo scientifico l'impossibilità di separare l'osservatore dall'osservazione, e quindi la realtà dai modelli che noi costruiamo per rappresentarla. Alla luce di questo, possono esistere leggi diverse capaci di spiegare ogni aspetto della realtà, ed il criterio di scelta tra di esse dovrà tenere conto di fattori come l'eleganza, la minore presenza di elementi arbitrari, la capacità di accordarsi alle osservazioni effettuate e di predire quelle future. Criteri comunque parzialmente soggettivi, e che anche nelle moderne teorie non sempre risultano pienamente soddisfatti, con risultati a volte sconcertanti, come nel caso della meccanica quantistica. Sempre confermata da ogni verifica sperimentale, costituisce una sfida alla comprensione in grado di imbarazzare persino le menti scientifiche più brillanti, per la sua natura molto differente dall'esperienza comune dei nostri sensi. Il mondo quantistico è popolato da particelle-onde che sembrano esistere ovunque simultaneamente, e che solo la nostra osservazione riconduce ad una posizione definita. Un mondo che si rivela difficilmente compatibile con le teorie fisiche classiche come quella elettromagnetica ed ancor meno con quella gravitazionale della relatività generale di Einstein. Se nel caso dell'elettromagnetismo si è trovata una soluzione nella forma dell'elettrodinamica quantistica, e forse anche per la forza forte con la cromodinamica quantistica, i tentativi di incorporare la gravità nel mondo quantistico non hanno finora avuto successo. Uno dei più promettenti, che si serve di un modello chiamato supersimmetria, è in attesa di conferme sperimentali, come del resto quello delle stringhe, modelli che sembrano però mostrare numerosi punti di continuità, tanto da poter essere riuniti in uno schema complessivo chiamato teoria M. Questo complesso di teorie differenti sembra implicare l'esistenza di undici dimensioni e di una quantità quasi infinita di universi differenti, ciascuno dotato di leggi proprie, in gran parte incompatibili con lo sviluppo della vita quale noi la conosciamo. Valutando quindi le conoscenze riguardo agli istanti iniziali dell'universo, l'assenza della dimensione temporale insita nell'unificazione delle teorie quantistiche e relativistiche che caratterizzano i primi momenti rende priva di senso qualsiasi ipotesi relativa. Ecco quindi che l'universo e le peculiari condizioni che sembrano essersi create provvidenzialmente per permetterci di esistere trovano risposta nel principio antropico forte, per cui questo universo risulta semplicemente, tra i tanti originatesi in un evento quantistico, quello adatto alla nostra esistenza. Ed anche la creazione di un intero universo dal nulla può trovare una spiegazione soddisfacente in ciò che osserviamo ed interpretiamo attraverso i nostri modelli fisici, eliminando la necessità di interventi esterni.

## Ricezione critica e polemiche
L'uscita fu preceduta dal rilascio di alcuni brani del libro, tra cui quello in cui gli autori sostengono l'inutilità di individuare una figura divina nella creazione dell'universo, bastando al riguardo le leggi fisiche di nostra attuale conoscenza, affermazioni che attirarono l'attenzione dei media mondiali, e le forti critiche di molti esponenti del mondo filosofico ed ovviamente religioso. Tra gli altri, Umberto Eco obiettò in maniera molto decisa alla dichiarazione iniziale del libro riguardo alla morte della filosofia, osservando la stranezza di un tale assunto in un'opera che ne registra una presenza significativa.
Nel mondo scientifico le reazioni furono più articolate. Alcuni scienziati, tra cui Roger Penrose, in passato collaboratore con Hawking di ricerche fondamentali sulla fisica dei buchi neri, sottolinearono una serie di criticità riguardo l'eccessiva sicurezza mostrata dagli autori nell'appoggiare teorie ancora in attesa di conferme sperimentali, e dichiarandosi dubbiosi riguardo l'opportunità di mescolare scienza e religione.
Non mancarono comunque recensioni positive, in particolare riguardo al notevole valore divulgativo dell'opera, e alcuni colleghi, tra cui i fisici Lawrence Krauss, Sean Carroll e Ralf Bönt, espressero il loro apprezzamento per l'ambiziosità delle tesi presentate. Le dichiarazioni di Hawking riguardo alla non necessità di una creazione divina furono inoltre salutate con soddisfazione da Richard Dawkins.
Le polemiche contribuirono comunque al successo commerciale, proiettando il libro immediatamente in cima alle classifiche di vendita.

## Edizioni
- Stephen Hawking e Leonard Mlodinow, Il grande disegno, traduzione di Tullio Cannillo, 1ª ed., Arnoldo Mondadori Editore, 2011  [2010], ISBN 978-88-04-61001-4.